# Транзит (альбом)
«Транзит» — седьмой студийный альбом российского рэпера Тимати, выпущенный 13 ноября 2020 года. Это первый альбом исполнителя, выпущенный вне лейбла Black Star Inc. На нём присутствуют гостевые участия от Моргенштерна, Джигана, Дани Милохина, Егора Крида, Ханзы, Oweek, ST, Павла Мурашова и Guf.

## История
27 июля 2020 Тимати покинул свой лейбл Black Star Inc. Он написал: 
Это не спонтанная рефлексия 2020 года. Это взвешенное решение партнёров, которые провели вместе больше 20 лет, перевернули музыкальный рынок в стране и построили «зонтичный» бренд, который основывался на музыке, но стал известен и популярен далеко за ее пределами, открыв дорогу сотням молодых имён

21 сентября 2020 было объявлено, что Тимати должен выпустить альбом в октябре 2020 года. Но позже дату выхода перенесли на 13 ноября.
10 ноября 2020 было объявлено название, обложка и список композиций, а также отрывок песни «Тет-а-тет».

## Обложка
Обложка была сделана известным американским художником Харифом Гузманом.

## Список композиций
По данным Genius и Tidal.
| №                   | Название                                             | Автор(ы) | Продюсер(ы)                                               | Длительность |
| ------------------- | ---------------------------------------------------- | --- | --------------------------------------------------------- | ------------ |
| 1.                  | «Харлей»                                             | Анатолий Алексеев Олег Бекназаров Павел Мурашков Тимур Юнусов                                                               | Diamond Style Павел Мурашов Тимати                        | 3:34         |
| 2.                  | «Звездопад»                                          | Павел Мурашков Тимур Юнусов                                                                                                 |                                                           | 2:50         |
| 3.                  | «Царь Зверей»                                        | Джибрил Гибсон Александр Гречаник Роман Козлов Александр Михеев Павел Мурашов Олег Сметанин Лука Хинкиладзе Тимур Юнусов    |                                                           | 2:50         |
| 4.                  | «Хавчик» (совместно с Джиганом и Даней Милохином)    | Олег Бекназаров Роман Козлов Павел Мурашов Александр Степанов Юнусов Тимур                                                  | Тимати Diamond Style                                      | 3:05         |
| 5.                  | «Rolls Royce» (совместно с Егором Кридом и Джиганом) | Эльдар Байрамов Егор Булаткин Сергей Демьянко                                                                               |                                                           | 2:24         |
| 6.                  | «El Problema» (совместно с Моргенштерном)            | Артём Готлиб Алишер Моргенштерн Александр Степанов Тимур Юнусов                                                             | Slava Marlow                                              | 2:17         |
| 7.                  | «Скандал» (совместно с Ханзой и Oweek)               | Ишхан Авакян Виктор Ерещенко Тимур Юнусов                                                                                   |                                                           | 2:15         |
| 8.                  | «Loco»                                               | Фидель Алехандро Вейтия Хечаваррия Олег Бекназаров Александр Гречаник Александр Михеев Павел Мурашов Тимур Юнусов           | Diamond Style Sasha Doutra Grechanik Павел Мурашов Тимати | 4:00         |
| 9.                  | «Фонарики»                                           | Олег Бекназаров Павел Мурашов Александр Степанов Тимур Юнусов                                                               |                                                           | 2:27         |
| 10.                 | «Псих»                                               | Джибрил Гибсон Джордан Хуэз Олег Бекназаров Александр Гречаник Алексей Гречаник Александр Михеев Павел Мурашов Тимур Юнусов |                                                           | 2:14         |
| 11.                 | «Локоны»                                             | Анатолий Алексеев Тимур Юнусов                                                                                              |                                                           | 3:08         |
| 12.                 | «Kill You»                                           | Александр Гречаник Кирилл Музычук Тимур Юнусов                                                                              |                                                           | 3:20         |
| 13.                 | «Тет-а-тет»                                          | Скотт Сторч Анатолий Алексеев Тимур Юнусов                                                                                  | Павел Мурашов                                             | 3:12         |
| 14.                 | «Многоточие (Русский рэп)»                           | Александр Мерзляков Павел Мурашов Нурай Шулембаев Тимур Юнусов                                                              |                                                           | 3:43         |
| 15.                 | «Радио Ракета» (совместно с ST)                      | Роман Козлов Александр Степанов Тимур Юнусов                                                                                |                                                           | 3:10         |
| 16.                 | «Что возьму я с собой» (совместно с Guf)             | Алексей Долматов Нуриман Фалулов Тимур Юнусов                                                                               |                                                           | 4:02         |
| 17.                 | «Циник»                                              | Олег Бекназаров Павел Мурашов Александр Степанов Тимур Юнусов                                                               |                                                           | 3:03         |
| 18.                 | «Посейдон» (при участии Павла Мурашова)              | Павел Мурашов Тимур Юнусов                                                                                                  | Павел Мурашов                                             | 6:29         |
| Общая длительность: | Общая длительность:                                  | Общая длительность: | Общая длительность:                                       | 57:56        |